# Ádel Táarábt
Ádel Táarábt (Fez, 1989. május 24. –) marokkói labdarúgó, az en-Naszr játékosa. Korábban játszott a francia U16-os, U17-es és U18-as válogatottban, de felnőtt szinten a marokkói labdarúgó-válogatott tagja.

## Pályafutása
Táarábt 2007 januárjában került a Tottenham-hez kölcsönben a francia RC Lens csapatától. Első mérkőzését a felnőtt csapatban két hónap múlva, a helyi rivális West Ham United ellen játszotta mindössze 17 évesen, csereként beállva a 85. percben, 3–2-es állásnál. Már az első labdaérintése jelentős volt, hiszen hozzásegítette a csapatot az egyenlítéshez - a tizenhatoshoz közel buktatták, Dimitar Berbatov pedig szabadrúgásból egyenlített. Második mérkőzésén a Chelsea ellen csapata 1–0-ra veszített, itt is csereként lépett pályára a második félidőben.
A Tottenham 2007. június 8-án igazolta le véglegesen a játékost. Első gólját egy szezon előtti barátságos mérkőzésen, a Stevenage Borough ellen szerezte 2007. július 7-én.
A 2007–08-as szezonban a Derby County ellen, 2007. augusztus 18-án játszott először. A 70. percben cserélték be. A 2008-09-es szezonban először a spanyol CD Denia elleni barátságos mérkőzésen volt eredményes 2008. július 19-én. Ő szerezte a találkozó első gólját, a Tottenham 4–2-re nyert.
A kezdeti pozitívumok ellenére azonban Táarábtnak nem sikerült maradandóan helyet szereznie az első csapatban, csak epizódszerepeket kapott. Ezek után először 2009-ben kölcsönben, majd 2010-ben végleg az akkor másodosztályú Queens Park Rangers-höz szerződött 1 millió angol font ellenében.

### Válogatott
Táarábt 2009. február 11-én játszotta első mérkőzését a marokkói válogatottban Csehország ellen egy barátságos mérkőzésen Casablancában.

## Statisztika
Frissítve: 2014. február 8.
| Csapat              | Szezon           | Bajnokság | Bajnokság | Kupa  | Kupa | UEFA  | UEFA | Összesen | Összesen | Összesen |
| Csapat              | Szezon           | Meccs     | Gól       | Meccs | Gól  | Meccs | Gól  | Meccs    | Gól      | Gólpassz |
| ------------------- | ---------------- | --------- | --------- | ----- | ---- | ----- | ---- | -------- | -------- | -------- |
| Lens                | 2006–07          | 1         | 0         | 0     | 0    | 0     | 0    | 1        | 0        | 0        |
| Lens                | Összesen         | 1         | 0         | 0     | 0    | 0     | 0    | 1        | 0        | 0        |
| Tottenham Hotspur   | 2006–07          | 2         | 0         | 0     | 0    | 0     | 0    | 2        | 0        | 0        |
| Tottenham Hotspur   | 2007–08          | 6         | 0         | 1     | 0    | 3     | 0    | 10       | 0        | 0        |
| Tottenham Hotspur   | 2008–09          | 1         | 0         | 2     | 0    | 1     | 0    | 4        | 0        | 0        |
| Tottenham Hotspur   | Összesen         | 9         | 0         | 3     | 0    | 4     | 0    | 16       | 0        | 0        |
| Queens Park Rangers | 2008–09          | 7         | 1         | 0     | 0    | –     | –    | 7        | 1        | 0        |
| Queens Park Rangers | 2009–10          | 41        | 7         | 3     | 0    | –     | –    | 44       | 7        | 11       |
| Queens Park Rangers | 2010–11          | 44        | 19        | 0     | 0    | –     | –    | 44       | 19       | 11       |
| Queens Park Rangers | 2011–12          | 27        | 2         | 1     | 0    | –     | –    | 28       | 2        | 5        |
| Queens Park Rangers | 2012–13          | 31        | 5         | 2     | 0    | –     | –    | 33       | 5        | 5        |
| Queens Park Rangers | Összesen         | 150       | 34        | 6     | 0    | 0     | 0    | 156      | 34       | 32       |
| Fulham              | 2013–14          | 12        | 0         | 4     | 1    | 0     | 0    | 16       | 1        | 0        |
| Fulham              | Összesen         | 12        | 0         | 4     | 1    | 0     | 0    | 16       | 1        | 0        |
| AC Milan            | 2013–14          | 1         | 1         | 0     | 0    | 1     | 0    | 2        | 1        | 0        |
| AC Milan            | Összesen         | 1         | 1         | 0     | 0    | 1     | 0    | 2        | 1        | 0        |
| Karrier összesen    | Karrier összesen | 173       | 35        | 13    | 1    | 4     | 0    | 190      | 36       | 32       |

## Sikerei, díjai
Queens Park Rangers
- EFL Championship: 2010–11

Benfica
- Primeira Liga: 2018–19
- Portugál szuperkupa: 2019